# Beukenbeul
Beukenbeul ist ein Ortsteil der Stadt Attendorn im Kreis Olpe (Nordrhein-Westfalen) und hat 276 Einwohner (Stand 30. Juni 2024).

## Geografie
Beukenbeul liegt westlich des Kernortes Attendorn und südöstlich am Fuße des Ebbegebirges. Westlich vom Ort fließt der Wesebach, ein linker Nebenfluss der Ihne. Hausberg von Beukenbeul ist der 466 m hohe Ringelsberg.

## Geschichte
Beukenbeul wurde urkundlich erstmals im Jahre 1361 erwähnt und ist damit die älteste Ansiedlung im unteren Ihnetal. Am 25. April 1411 verkauft Wilhelm Graf zu Limburg und Herr von Broich seine Lehnware aus dem Zehnten aus den Gütern Boikenboile, Werschede, Alverinchusen und Waymbeke an einen Kölner Bürger. Der Ortsname ist wahrscheinlich eine Bildung mit dem Grundwort -buhil (Hügel) und dem Bestimmungswort böke (Buche) bzw. böken von Buchenholz. Der Ortsname kann demnach als „mit Buchen bestandener Hügel“ gedeutet werden.
Politisch gehörte Beukenbeul zum Amt Waldenburg und im Gogericht und Kirchspiel Attendorn zur Bauerschaft Albringhausen, der auch umliegende Orte wie Weschede, Papiermühle, Wamge u. a. angehörten. Im Schatzungsregister von 1543 wird in der Burschafft Ailberinghausen mit 26 Steuerpflichtigen ein Heineman Buckenbuel mit einer Abgabe von 2 Goldgulden genannt. Im Register von 1565 hatten Tylmann zu Boeckenbull und Meuß ibidem jeweils 1 Goldgulden Steuern zu zahlen.
Nach einigen Vorbesitzern war das Kloster Ewig ab dem Jahre 1440 Hauptgrundbesitzer in Beukenbeul. Bewirtschaftet um 1540 bis 1557 von Dietrich Klöwer. 1558 wurden alle Liegenschaften zusammengefasst und daraus zwei gleich große Pachthöfe des Klosters gemacht: das vorderste Gut und das andere Gut. Auf dem vordersten Gut, später auch Balven Hof genannt, gab es fast 200 Jahre die Pächterfamilie Balve. Es galt 1829 als Gut 2. Klasse. Erster bekannter Pächter war Cornelius Balve († 1674). Als Johann Balve (* 1742) Pächter war, bekam das Kloster um 1789 als Pacht jährlich: 2 Malter 9 Viertel Roggen, ebenso viel Gerste, 11 Malter 2 Viertel Hafer, 40 Pfd. Butter, 1 feistes Schwein zu 150 Pfd., 2 Pfd. Wachs, ums andere Jahr einen Jährlingshammel, 8 Hühner, 2 Rtlr. von einer Wiese, an 3 Tagen mit Pferden zu düngen, 6 Wagen Herrenholz zu fahren.
Auf dem anderen Gut, später auch Jaspes Hof genannt, wechselten dagegen mehrmals die Pächter. Es galt 1829 als Gut 1. Klasse. Erster bekannter Pächter war Johann von Beukenbeul (Kranz), der 1666 starb. Johann Eberhard Fernholt hatte um 1789 eine vergleichbare Pacht wie der Balven Hof zu zahlen. Beide Güter löste der Staat im Jahre 1860 ab. Mit der Zeit entwickelte sich aus beiden Gütern ein Oberdorf (mit Kapelle) und ein Unterdorf.
Ab 1819 gehörte Beukenbeul im Amt Attendorn zur Gemeinde Attendorn-Land. Das Adressbuch von 1929 führt in Beukenbeul die Namen „Fernholz (4), Frieling, Henze (3), Kampschulte (2), Köster, Nies, Ransone, Rauterkus (4), Schmitz (5), Schöneweiß, Schulte (2), Spieß, Stumpf (2) und Teipel“. Die einklassige Dorfschule leitete der Lehrer Ransone. Der Landwirt Alwin Frieling war Mitglied im Gemeinderat der Gemeinde Attendorn-Land.
Im Jahre 1936 gab es in Beukenbeul 12 Wohnhäuser mit 14 Haushaltungen und 76 Einwohner. 1988 hatte das Dorf 292 Einwohner.
1969 wurde die Gemeinde Attendorn-Land aufgelöst und in die Stadt Attendorn eingegliedert. Im Jahr 2011 konnte Beukenbeul sein 650-jähriges Bestehen feiern.

## Religion, Vereine
Beukenbeul gehört zur Pfarrgemeinde St. Josef im nahe gelegenen Listerscheid. Das Vereinsleben (Schützen-, Karneval- und Sportverein) findet für beide Orte im Vereinshaus bzw. der Schützenhalle Ihnetal und auf dem Fußballplatz an der Wesetalstraße in Weschede statt. Darüber hinaus gibt es den Dorfverein Beukenbeul, der sich um das gesellschaftliche Leben im Dorf kümmert. Seit 2021 unter anderem um die Kapelle, wo ein Dorfmittelpunkt entsteht.